# Heimkehr
Heimkehr (pol. Powrót do ojczyzny) – niemiecki nazistowski film propagandowy z 1941, wyprodukowany na zlecenie Ministerstwa Propagandy i Oświecenia Publicznego Rzeszy, kłamliwie przedstawiający losy niemieckiej mniejszości narodowej w Polsce w 1939 roku.
Celem filmu było szerzenie propagandy narodowosocjalistycznej, w myśl której Polacy zostali przedstawieni jako podstępni i brutalni gnębiciele ludności niemieckiej. Niemcy jawią się w filmie szlachetnymi, bezradnymi ofiarami, którym tylko armia Adolfa Hitlera może zapewnić bezpieczeństwo i powrót do domu, ojczyzny (niem. Heim, Heimat) – III Rzeszy.

## Akcja filmu
Marzec 1939: w małej wsi na Wołyniu Polacy odbierają Niemcom niemiecką szkołę. Nauczycielka Marie, bohaterka filmu, skarży się u polskiego burmistrza. Ów odmawia pomocy. Przekonana, że także mniejszość ma prawo do sprawiedliwości, Marie ze swoim narzeczonym, Fritzem, jedzie do Łucka, będącego stolicą województwa wołyńskiego. Tam ma zamiar ponowić skargę u wojewody, ale nie zostają doń dopuszczeni.
Wieczorem Marie i Fritz idą do kina; podczas wyświetlania kroniki PAT-a publiczność powstaje i śpiewa Mazurek Dąbrowskiego. Nauczycielka z narzeczonym nie biorą w tym udziału, co dostrzega polski podoficer. Zwraca on na to uwagę innych przedstawicieli ludności polskiej, w wyniku czego następuje bójka, której ofiarą padła grupa osób, które nie uczestniczyły w odśpiewywaniu hymnu. W jej trakcie ucierpiał towarzysz Marii, szpital jednak nie przyjmuje ciężko rannego Fritza z uwagi na jego narodowość – w rezultacie umiera.
Marie wraca do rodzinnej miejscowości, w której nasila się polska przemoc wobec Niemców. 
Niemiecki ambasador interweniuje u polskiego ministra spraw zagranicznych, ale Polak zwodzi go, kłamiąc: Bardzo żałuję, nic nie mogę zrobić, to tylko przypadek, że znowu Niemiec był ofiarą zamachu itd.

Dnia 1. września 1939 roku Polacy aresztują wszystkich Niemców, nawet małe dzieci. Aresztantów umieszczają w celach, gdzie stłoczeni zmuszeni są spać na stojąco. Warunki te doprowadzają więzioną ludność do wycieńczenia i histerii. Marie uspokaja wszystkich, intonując ojczystą piosenkę. Jest to punkt kulminacyjny filmu; Marie przemawia o tęsknocie za niemiecką ojczyzną:

Wyobraźcie sobie, jak to będzie, mieszkać pośród Niemców. Jeśli wejdziecie do sklepu, nikt nie będzie gadać po polsku albo po żydowsku, a tylko po niemiecku.
Nie tylko wieś, a cała okolica, całe państwo będzie niemieckie. Gleba na polu będzie niemiecka i kamienie, i trawa, i leszczyna. I nie tylko żyjemy niemieckim życiem, a też umieramy niemiecką śmiercią. Nawet zmarli zostaniemy Niemcami i zostaniemy częścią Niemiec, niemiecką glebą…

Polacy prowadzą Niemców do piwnicy, aby ich rozstrzelać. W ostatnim momencie na niebie pojawiają się niemieckie samoloty, a wkrótce także wojska pancerne; Niemcy są uratowani.
Jakiś czas później mieszkańcy miasteczka przygotowują się do odjazdu; wszystkie rodziny przesiedlają się do Niemiec. Ostatnim obrazem filmu jest długa kolumna wozów, które jadą przez granicę. Nad szlabanem góruje portret Hitlera.

### Różne wersje
Film wyświetlano w dwóch różniących się wersjach. Na ekrany kin w Generalnym Gubernatorstwie, z myślą o niemieckich osadnikach z Rzeszy, przeznaczono wersję z drastyczniejszymi scenami przemocy, rzekomo której ofiarą była ludność niemiecka. Akcenty te stonowano w wersji dla Niemców z Rzeszy i widzów z pozostałych, podbitych przez III Rzeszę, państw. Według relacji Bohdana Korzeniewskiego:
ukazywano w tym filmie rzeczy straszne. Tłumy matek z dziećmi na rękach biegły pędzone kolbami karabinów. Eleganccy oficerowie bili pejczami po twarzach przerażone staruszki. Woźny kopał w twarz młodą kobietę, błagającą polskiego burmistrza o ratunek. Zbliżenie ukazywało ciężki but i twarz kobiecą zalaną łzami. (…) Obraz naszego zwyrodnienia miał przysposobić Niemców przebywających w Polsce do właściwego postępowania z Polakami.

## Produkcja filmu
W pracach nad filmem uczestniczył m.in. Heinrich Himmler, który w styczniu 1940 osobiście zatwierdzał wstępne projekty dekoracji stworzone przez malarza i rysownika Otto Engelhardt-Kyffhäusera. 
Przy wyborze plenerów na terenie Generalnego Gubernatorstwa i polskich ziem wcielonych do Rzeszy asystował na przełomie sierpnia i września 1940 por. Wilhelm Hosenfeld, przydzielony w charakterze oficera łącznikowego do dwuosobowej delegacji przedsiębiorstwa Wien-Film.
Zdjęcia w atelier rozpoczęły się 2 stycznia 1941 roku w wiedeńskich studiach filmowych Rosenhügel, Sievering i Schönbrunn. Zdjęcia plenerowe trwały od lutego do czerwca 1941, m.in. w Chorzelach i Szczytnie. W scenach zbiorowych role polskich żołnierzy i policjantów odtwarzali szeregowcy SS i Gestapo.
Prapremiera odbyła się 31 sierpnia 1941 w Wenecji w ramach Tygodnia Sztuki Filmowej, film nagrodzono Pucharem włoskiego Ministerstwa Kultury. Niemiecką premierę film miał 10 października 1941 w Wiedniu, pierwszy pokaz w Berlinie odbył się 23 października w Ufa-Palast.

### Udział Polaków

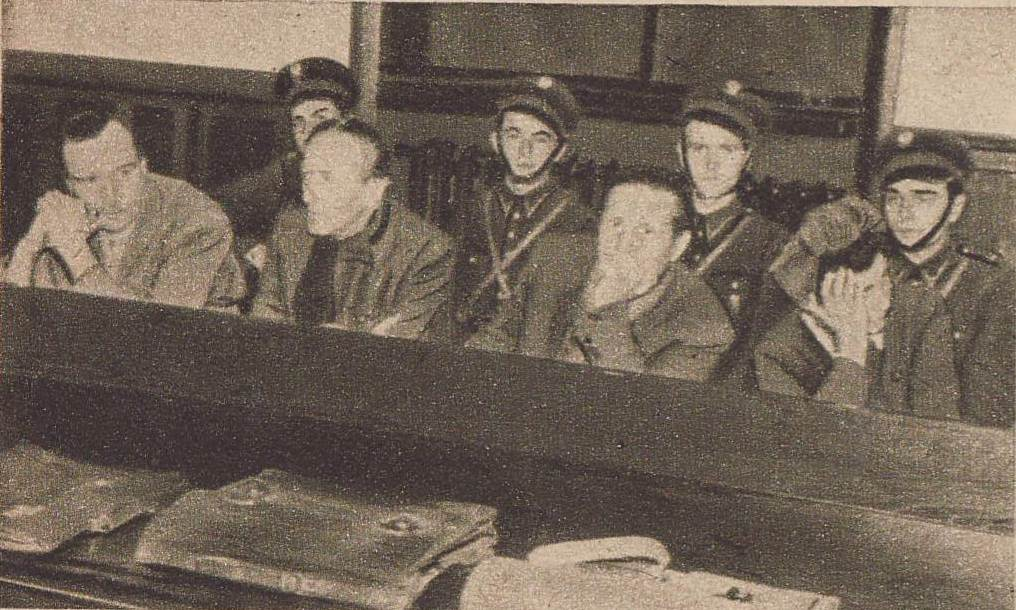
Proces Wandy Szczepańskiej, Stefana Golczewskiego, Juliusza Łuszczewskiego i Michała Plucińskiego za ich role w filmie „Heimkehr”

Polską obsadę organizował w 1940 roku Igo Sym, kolaborant, dyrektor warszawskich teatrów jawnych, na rozmowy z potencjalnymi odtwórcami do Warszawy przyjechał reżyser obrazu Gustav Ucicky – syn malarza Gustava Klimta, który nazwisko otrzymał po matce. Udziału w filmie, pomimo namów Syma i atrakcyjnej gaży, odmówił Kazimierz Junosza-Stępowski, grający w jawnym teatrze „Komedia”. Udziału w filmie odmówili również: (między innymi) Roman Dereń, Franciszek Dominiak czy Jerzy Pichelski. Z kolei Bogusław Samborski zdecydował się na przyjęcie roli burmistrza, prawdopodobnie dlatego, żeby ochronić swoją żonę, z pochodzenia Żydówkę, przed represjami reżimu nazistowskiego. 
Jedną z reakcji władz podziemnych na film było m.in. obwieszczenie Kierownictwa Walki Cywilnej z 19 lutego 1943:

Na karę infamii skazani zostali byli artyści Teatru Polskiego w Warszawie:
1. Bogusław Samborski
2. Józef Kondrat
3. Michał Pluciński
4. Hanna Chodakowska

– wszyscy za czynny udział w nagrywaniu filmu niemieckiego Heimkehr o treści propagandy antypolskiej, połączonej z lżeniem narodu i Państwa Polskiego.
Na karę nagany skazani zostali byli artyści Teatru Polskiego w Warszawie:
1. Jerzy Pichelski
2. Franciszek Dominiak
3. Józef Woskowski
4. Stanisław Grolicki

– wszyscy za współudział w nagrywaniu tego filmu; za łagodzącą okoliczność uznano zwolnienie się ich z kontraktu i wycofanie się z nagrywania filmu.

Po wojnie na podstawie dekretu PKWN z 31 sierpnia 1944 o współpracy z okupantem oskarżono o kolaborację pięcioro polskich aktorów. 18 listopada 1948 przed Sądem Okręgowym w Warszawie stanęło czworo z nich: Wanda Szczepańska (bileterka w kinie), Stefan Golczewski (chuligan katujący rannego Niemca), Juliusz Łuszczewski (polski gospodarz masakrujący niemieckich kolonistów) i Michał Pluciński (sierżant policji). Bogusław Samborski (burmistrz) był sądzony zaocznie (aktor jeszcze w czasie wojny wyjechał do Austrii). Inny z aktorów filmu, Tadeusz Żelski, zmarł w 1944 roku. W trwającym trzy dni procesie jako biegli występowali m.in. krytyk filmowy Jerzy Toeplitz i aktor Dobiesław Damięcki, ówczesny przewodniczący ZASP. Rozprawie przewodniczył sędzia Edward Osmólski, przewodniczący Wydziału Karnego sądu, rok później usunięty z sądownictwa za odmowę sądzenia w sekcji tajnej sądu i złożenie skargi do prezydenta Bolesława Bieruta na naciski ze strony prezesa Sądu Wojewódzkiego.
W trakcie procesu aktorzy starali się umniejszyć rangę swoich zadań aktorskich, twierdząc że były to mało znaczące epizody. Pluciński dodatkowo twierdził, że nie znał języka niemieckiego, co utrudniać mu miało zorientowanie się w fabule filmu. Łuszczewski utrzymywał, że w czasie wojny nie wiedział o dyrektywach podziemnego ZASP-u, zakazujących wszelkiej artystycznej współpracy z niemieckimi instytucjami. Szczepańska broniąc się wymieniała nazwiska innych, bardziej znanych aktorów, którzy współpracowali z okupantem. Wszyscy sądzeni potwierdzili, że nie stosowano wobec nich żadnego przymusu i decyzję o występie w Heimkehrze podjęli dobrowolnie.
Bogusława Samborskiego sąd skazał zaocznie na karę dożywotniego więzienia. Michał Pluciński skazany został na 5 lat, Stefan Golczewski i Juliusz Łuszczewski na 3 lata. Wanda Szczepańska, która dodatkowo pomagała w produkcji filmu, organizując wyjazdy polskich aktorów i statystów do studia w Wiedniu, skazana została na 12 lat więzienia.

## Obsada
W filmie wystąpili między innymi, grający poszczególne role, aktorzy:
- Paula Wessely: Maria („Marie“) Thomas
- Max Paulsen: dr Thomas, ojciec Marii
- Attila Hörbiger: Ludwig Launhardt
- Ruth Hellberg: Martha Launhardt
- Carl Raddatz: dr Fritz Mutius
- Elsa Wagner: pani Schmid, położna
- Eduard Köck: pan Schmid
- Otto Wernicke: ojciec Manz
- Gerhild Weber: Josepha Manz
- Franz Pfaudler: Balthasar Manz
- Werner Fuetterer: Oskar Friml
- Hermann Erhardt: Karl Michalek
- Berta Drews: Elfriede
- Bogusław Samborski: Burmistrz

## Powrót do ojczyznydzisiaj
Pokazywanie tego filmu jest zakazane w Niemczech i w Austrii, można go wyświetlić tylko pod pewnymi warunkami: widzowie muszą wysłuchać wprowadzenia historycznego, a po filmie odbywa się dyskusja. W Polsce bywa pokazywany w warszawskim kinie Iluzjon (seans dla 50 osób w styczniu 2018, poprzedni miał miejsce w kwietniu 2007).
Austriacka pisarka i dramaturg Elfriede Jelinek określiła Heimkehr mianem najgorszego filmu propagandowego, jaki kiedykolwiek powstał; fragmenty dialogów z tego filmu wplotła do tekstu swojej sztuki pt. Burgtheater.